# Monte Grammondo
Il Monte Grammondo (Mont Grammond in francese) è una montagna delle Alpi Marittime e Prealpi di Nizza alta 1.378 m, al confine tra Italia e Francia.

## Geologia

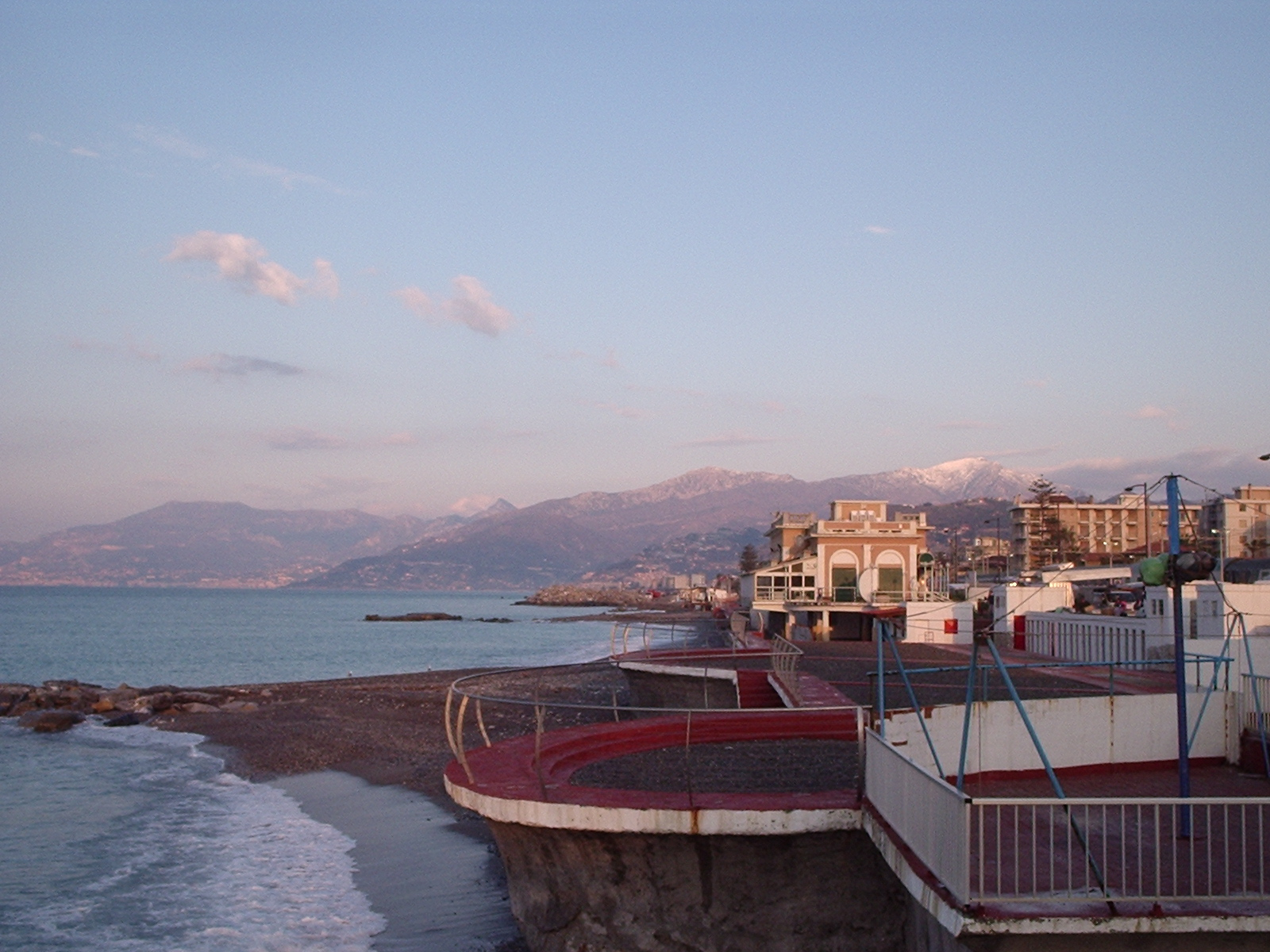
Il Grammondo innevato da Bordighera

La montagna è formata da calcari del Giurassico (170 milioni di anni fa). 

## Descrizione
Il monte Grammondo è collocato sulla cresta di confine italo-francese; a sud il passo del Cornà lo separa dalla Cima Longoira mentre verso nord il crinale prosegue con il passo Traittore e la montagna omonima. Sulla cima, totalmente compresa in territorio italiano, si trova un pilastrino geodetico, mentre su una spalla a quota 1377 poco ad ovest della cima si trovano una grossa croce, un cippo di confine e nei suoi pressi un monumento ai caduti. 
La flora comprende pini d'Aleppo, lecci, ginepri ed eriche. Rappresenta il punto più vicino al mare nell'arco alpino occidentale ad ospitare una popolazione stabile di camosci alpini, costituendo un limite geografico per la specie; la stessa popolazione rupicaprina vive in una situazione di semi-isolamento, visto che le variazioni della popolazione (oltre a nascite e decessi naturali) è dovuta all'arrivo di soggetti giovani erranti, o alla loro emigrazione, dato che non vi è una totale continuità geografica con il resto della popolazione rupicaprina; questa situazione è molto preoccupante, visto che un eventuale malattia o catastrofe può distruggere la presenza della specie nel luogo.

## Accesso alla cima

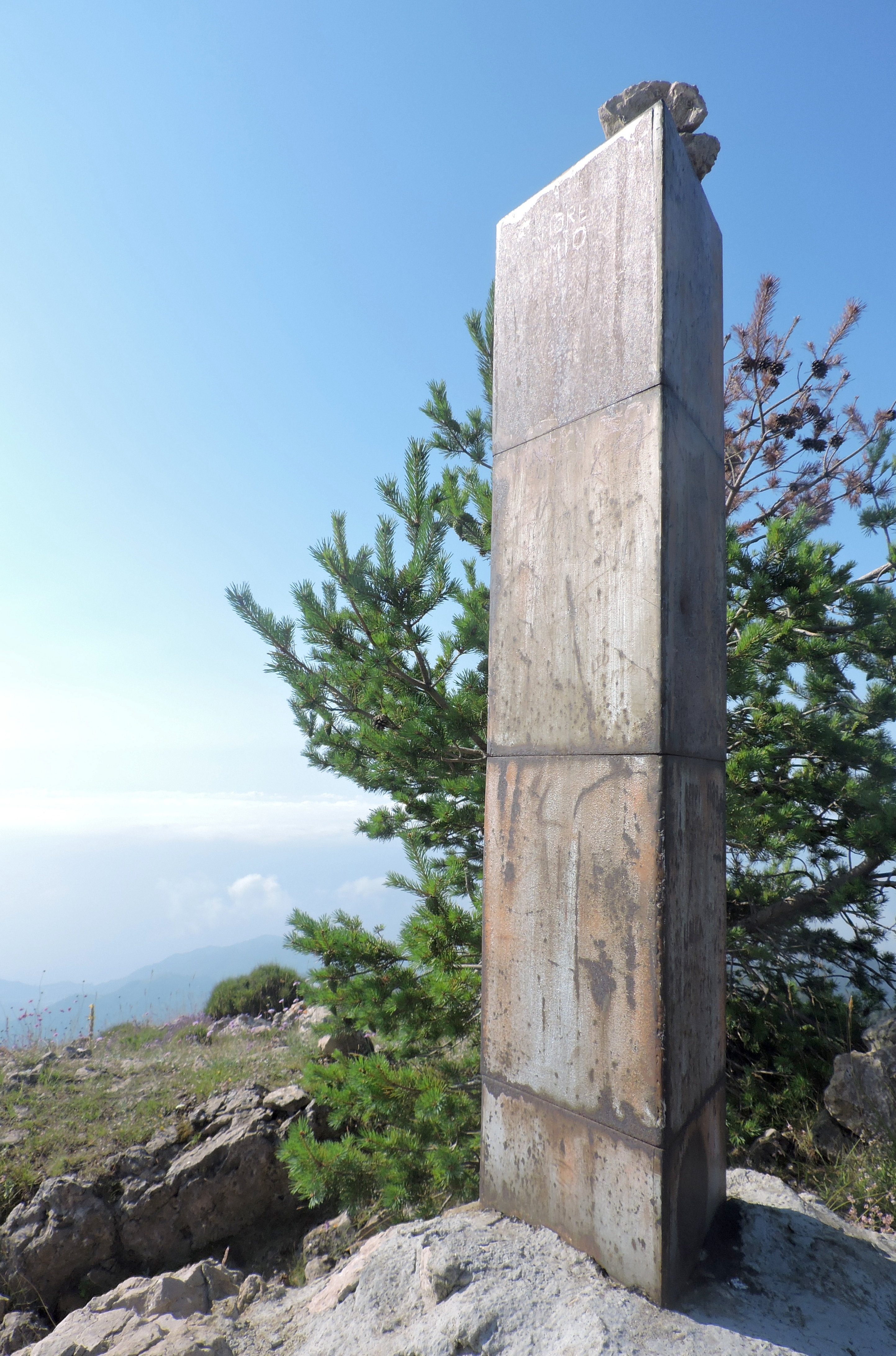
Il pilastrino geodetico sulla cima

Il Grammondo è raggiungibile a piedi dagli abitati di Sospel (in territorio francese), Olivetta, Torri, San Pancrazio e Villatella (tramite il Passo del Cornà), paesi situati nella valle del Bevera, e da Castellar e Castillon, che sorgono nelle valli mentonasche, appartenenti alla Francia.

## Punti di appoggio
A 1.010 m d'altezza, nei pressi della cima, si trova il rifugio Patrick Gambino, di proprietà del CAI di Ventimiglia, ricostruito nel 1995, con 14 posti letto.

## Sito di interesse comunitario

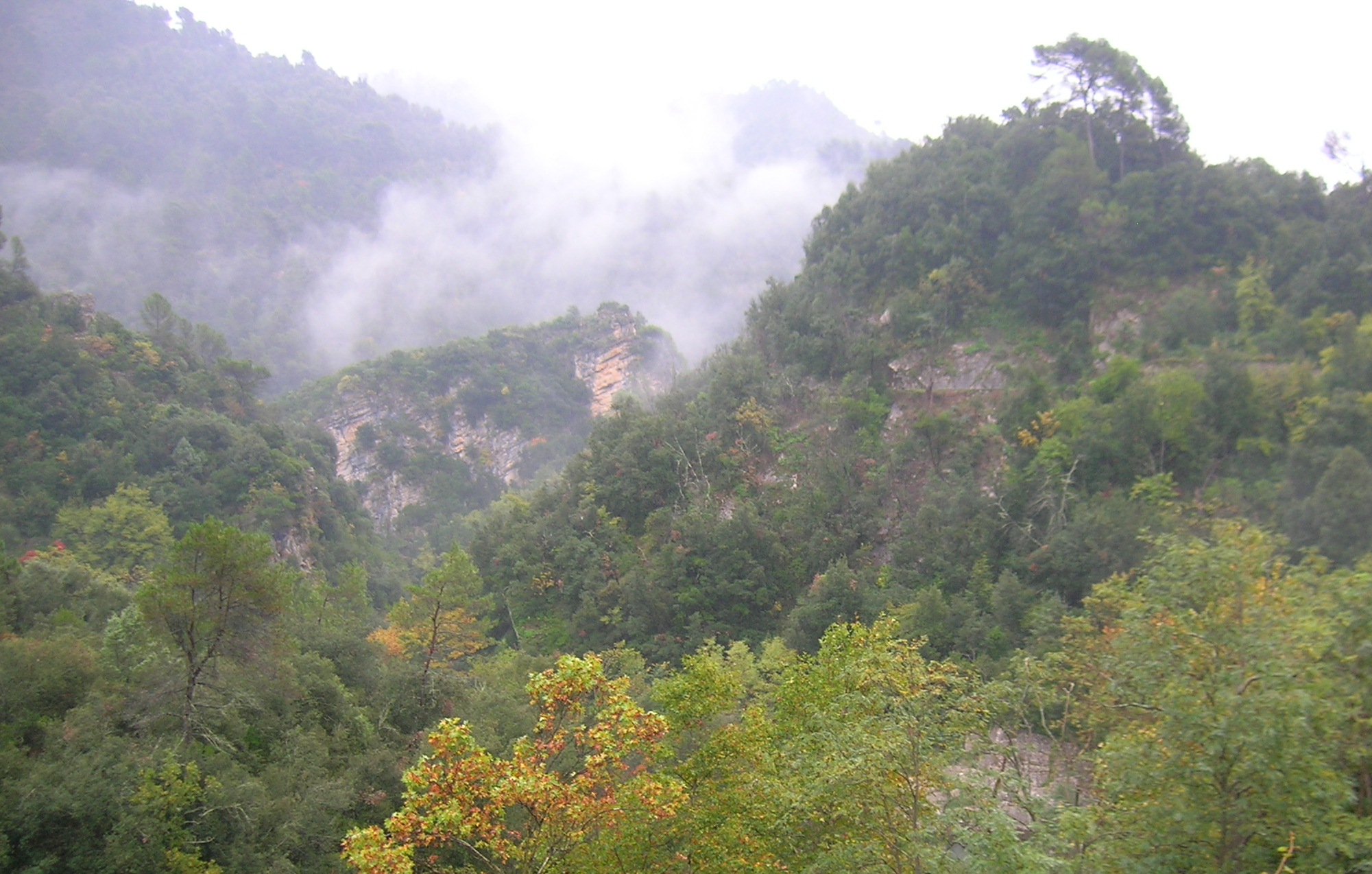
Il Sito di interesse comunitario (SIC) "Monte Grammondo - Torrente Bevera".

Il versante italiano della montagna, assieme a buona parte del tratto italiano della vallata dal Bevera, appartiene al Sito di importanza comunitaria denominato M. Grammondo T. Bevera (codice IT 1315717).